# Bełżyce
Bełżyce è un comune urbano-rurale polacco del distretto di Lublino, nel voivodato di Lublino.
Ricopre una superficie di 133,85 km² e nel 2004 contava 13 891 abitanti.